# Gran Premio di superbike di Sentul 1995
Il Gran Premio di Superbike di Sentul 1995 è stata l'undicesima prova su dodici del Campionato mondiale Superbike 1995, è stato disputato il 15 ottobre sul Sentul International Circuit e ha visto la vittoria di Carl Fogarty in gara 1, mentre la gara 2 è stata vinta da Aaron Slight.

## Risultati

### Gara 1

#### Arrivati al traguardo[3]
| Pos. | Nº | Pilota               | Motocicletta | Tempo     | Griglia | Punti |
| ---- | -- | -------------------- | ------------ | --------- | ------- | ----- |
| 1º   | 1  | Carl Fogarty         | Ducati       | 37:16.719 | 2º      | 25    |
| 2º   | 11 | Troy Corser          | Ducati       | +0:05.385 | 3º      | 20    |
| 3º   | 3  | Aaron Slight         | Honda        | +0:08.634 | 1º      | 16    |
| 4º   | 17 | Anthony Gobert       | Kawasaki     | +0:19.550 | 9º      | 13    |
| 5º   | 9  | Fabrizio Pirovano    | Ducati       | +0:20.976 | 8º      | 11    |
| 6º   | 67 | Mike Hale            | Ducati       | +0:22.716 | 11º     | 10    |
| 7º   | 12 | Mauro Lucchiari      | Ducati       | +0:37.731 | 10º     | 9     |
| 8º   | 4  | Andreas Meklau       | Ducati       | +0:37.796 | 14º     | 8     |
| 9º   | 33 | John Reynolds        | Kawasaki     | +0:42.339 | 6º      | 7     |
| 10º  | 16 | Brian Morrison       | Ducati       | +0:44.349 | 13º     | 6     |
| 11º  | 8  | Piergiorgio Bontempi | Kawasaki     | +0:59.413 | 7º      | 5     |
| 12º  | 22 | Peter Goddard        | Suzuki       | +0:59.661 | 15º     | 4     |
| 13º  | 20 | Jochen Schmid        | Kawasaki     | +1:01.268 | 12º     | 3     |
| 14º  | 19 | Freddie Spencer      | Ducati       | +1:04.886 | 20º     | 2     |
| 15º  | 46 | Yves Briguet         | Honda        | +1:11.681 | 17º     | 1     |
| 16º  | 59 | Massimo Ottobre      | Ducati       | +1 giro   | 22º     |       |
| 17º  | 58 | Aldeo Presciutti     | Ducati       | +1 giro   | 21º     |       |
| 18º  | 28 | Gianmaria Liverani   | Ducati       | +4 giri   | 19º     |       |

#### Ritirati
| Nº | Pilota                | Motocicletta | Giri     | Griglia |
| -- | --------------------- | ------------ | -------- | ------- |
| 27 | Pierfrancesco Chili   | Ducati       | +6 giri  | 5º      |
| 66 | Mat Mladin            | Kawasaki     | +14 giri | 16º     |
| 81 | Massimiliano Marchini | Kawasaki     | +16 giri | 18º     |
| 5  | Simon Crafar          | Honda        | +20 giri | 4º      |

### Gara 2

#### Arrivati al traguardo[4]
| Pos. | Nº | Pilota               | Motocicletta | Tempo     | Griglia | Punti |
| ---- | -- | -------------------- | ------------ | --------- | ------- | ----- |
| 1º   | 3  | Aaron Slight         | Honda        | 37:06.109 | 1º      | 25    |
| 2º   | 11 | Troy Corser          | Ducati       | +0:09.341 | 3º      | 20    |
| 3º   | 27 | Pierfrancesco Chili  | Ducati       | +0:14.551 | 5º      | 16    |
| 4º   | 17 | Anthony Gobert       | Kawasaki     | +0:16.524 | 9º      | 13    |
| 5º   | 5  | Simon Crafar         | Honda        | +0:20.755 | 4º      | 11    |
| 6º   | 9  | Fabrizio Pirovano    | Ducati       | +0:23.188 | 8º      | 10    |
| 7º   | 67 | Mike Hale            | Ducati       | +0:23.755 | 11º     | 9     |
| 8º   | 8  | Piergiorgio Bontempi | Kawasaki     | +0:25.691 | 7º      | 8     |
| 9º   | 33 | John Reynolds        | Kawasaki     | +0:26.070 | 6º      | 7     |
| 10º  | 4  | Andreas Meklau       | Ducati       | +0:40.534 | 14º     | 6     |
| 11º  | 12 | Mauro Lucchiari      | Ducati       | +0:41.907 | 10º     | 5     |
| 12º  | 20 | Jochen Schmid        | Kawasaki     | +0:44.839 | 12º     | 4     |
| 13º  | 22 | Peter Goddard        | Suzuki       | +1:10.775 | 15º     | 3     |
| 14º  | 46 | Yves Briguet         | Honda        | +1:18.562 | 17º     | 2     |
| 15º  | 28 | Gianmaria Liverani   | Ducati       | +1:19.162 | 19º     | 1     |
| 16º  | 59 | Massimo Ottobre      | Ducati       | +1 giro   | 22º     |       |

#### Ritirati
| Nº | Pilota                | Motocicletta | Giri     | Griglia |
| -- | --------------------- | ------------ | -------- | ------- |
| 16 | Brian Morrison        | Ducati       | +5 giri  | 13º     |
| 1  | Carl Fogarty          | Ducati       | +13 giri | 2º      |
| 58 | Aldeo Presciutti      | Ducati       | +16 giri | 21º     |
| 19 | Freddie Spencer       | Ducati       | +17 giri | 20º     |
| 81 | Massimiliano Marchini | Kawasaki     | +19 giri | 18º     |
| 66 | Mat Mladin            | Kawasaki     | +24 giri | 16º     |